# NRL 2009
Die NRL 2009 war die zwölfte Saison der National Rugby League, der australisch-neuseeländischen Rugby-League-Meisterschaft. Den ersten Tabellenplatz nach Ende der regulären Saison belegten die St. George Illawarra Dragons, die im Viertelfinale gegen die Brisbane Broncos ausschieden. Im Finale gewannen die Melbourne Storm 23:16 gegen die Parramatta Eels, der Titel wurde ihnen allerdings später wegen Verstößen gegen das Salary Cap aberkannt.

## Tabelle
|      | Team                          | Spiele | Siege | Unent. | Ndlg. | Spiel- punkte | Diff. | Tabellen- punkte |
| ---- | ----------------------------- | ------ | ----- | ------ | ----- | ------------- | ----- | ---------------- |
| 01.  | St. George Illawarra Dragons  | 24     | 17    | 0      | 7     | 548:329       | + 219 | 38               |
| 02.  | Canterbury-Bankstown Bulldogs | 24     | 18    | 0      | 6     | 575:428       | + 147 | 38*              |
| 03.  | Gold Coast Titans             | 24     | 16    | 0      | 8     | 514:467       | + 47  | 36               |
| 04.  | Melbourne Storm               | 24     | 14    | 1      | 9     | 505:348       | + 157 | 33               |
| 05.  | Manly-Warringah Sea Eagles    | 24     | 14    | 0      | 10    | 549:439       | + 90  | 32               |
| 06.  | Brisbane Broncos              | 24     | 14    | 0      | 10    | 511:566       | - 55  | 32               |
| 07.  | Newcastle Knights             | 24     | 13    | 0      | 11    | 508:491       | + 17  | 30               |
| 08.  | Parramatta Eels               | 24     | 12    | 1      | 11    | 476:473       | + 3   | 29               |
| 09.  | Wests Tigers                  | 24     | 12    | 0      | 12    | 558:483       | + 75  | 28               |
| 010. | South Sydney Rabbitohs        | 24     | 11    | 1      | 12    | 566:549       | + 17  | 27               |
| 011. | Penrith Panthers              | 24     | 11    | 1      | 12    | 515:589       | - 74  | 27               |
| 012. | North Queensland Cowboys      | 24     | 11    | 0      | 13    | 558:474       | + 84  | 26               |
| 013. | Canberra Raiders              | 24     | 9     | 0      | 15    | 489:510       | - 31  | 22               |
| 014. | New Zealand Warriors          | 24     | 7     | 2      | 15    | 377:545       | - 188 | 20               |
| 015. | Cronulla-Sutherland Sharks    | 24     | 5     | 0      | 19    | 359:568       | - 209 | 14               |
| 016. | Sydney Roosters               | 24     | 5     | 0      | 19    | 382:681       | - 299 | 14               |

- Da in dieser Saison jedes Team zwei Freilose hatte, wurden nach der Saison zur normalen Punktezahl noch 4 Punkte dazugezählt.

* Canterbury-Bankstown wurden 2 Punkte abgezogen, weil sie in Runde 2 die Auswechselregeln verletzten.

## Playoffs

### Ausscheidungs/Qualifikationsplayoffs
| 11. September 19:45 | Melbourne Storm | 40 : 12 | Manly-Warringah Sea Eagles | Etihad Stadium, Melbourne Zuschauer: 21.155 Schiedsrichter: Gavin Badger, Shayne Hayne |
| 11. September 19:45 | (16:0) Bericht  |         |                            | Etihad Stadium, Melbourne Zuschauer: 21.155 Schiedsrichter: Gavin Badger, Shayne Hayne |

| 12. September 18:30 | Gold Coast Titans | 32 : 40 | Brisbane Broncos | Skilled Park, Gold Coast Zuschauer: 27.227 Schiedsrichter: Ben Cummins, Ashley Klein |
| 12. September 18:30 | (10:28) Bericht   |         |                  | Skilled Park, Gold Coast Zuschauer: 27.227 Schiedsrichter: Ben Cummins, Ashley Klein |

| 12. September 20:30 | Canterbury-Bankstown Bulldogs | 26 : 12 | Newcastle Knights | ANZ Stadium, Sydney Zuschauer: 21.369 Schiedsrichter: Tony Archer, Jason Robinson |
| 12. September 20:30 | (18:6) Bericht                |         |                   | ANZ Stadium, Sydney Zuschauer: 21.369 Schiedsrichter: Tony Archer, Jason Robinson |

| 13. September 16:00 | St. George Illawarra Dragons | 12 : 25 | Parramatta Eels | WIN Jubilee Oval, Sydney Zuschauer: 18.174 Schiedsrichter: Jared Maxwell, Matt Cecchin |
| 13. September 16:00 | (8:12) Bericht               |         |                 | WIN Jubilee Oval, Sydney Zuschauer: 18.174 Schiedsrichter: Jared Maxwell, Matt Cecchin |

### Viertelfinale
| 18. September 19:45 | Parramatta Eels | 27 : 2 | Gold Coast Titans | Sydney Football Stadium, Sydney Zuschauer: 28.524 Schiedsrichter: Shayne Hayne, Jared Maxwell |
| 18. September 19:45 | (13:2) Bericht  |        |                   | Sydney Football Stadium, Sydney Zuschauer: 28.524 Schiedsrichter: Shayne Hayne, Jared Maxwell |

| 19. September 19:45 | Brisbane Broncos | 24 : 10 | St. George Illawarra Dragons | Suncorp Stadium, Brisbane Zuschauer: 50.225 Schiedsrichter: Tony Archer, Ben Cummins |
| 19. September 19:45 | (12:6) Bericht   |         |                              | Suncorp Stadium, Brisbane Zuschauer: 50.225 Schiedsrichter: Tony Archer, Ben Cummins |

### Halbfinale
| 25. September 19:45 | Canterbury-Bankstown Bulldogs | 12 : 22 | Parramatta Eels | ANZ Stadium, Sydney Zuschauer: 74.549 Schiedsrichter: Tony Archer, Ben Cummins |
| 25. September 19:45 | (12:6) Bericht                |         |                 | ANZ Stadium, Sydney Zuschauer: 74.549 Schiedsrichter: Tony Archer, Ben Cummins |

| 26. September 19:45 | Melbourne Storm | 40 : 10 | Brisbane Broncos | Etihad Stadium, Melbourne Zuschauer: 27.687 Schiedsrichter: Shayne Hayne, Jared Maxwell |
| 26. September 19:45 | (22:0) Bericht  |         |                  | Etihad Stadium, Melbourne Zuschauer: 27.687 Schiedsrichter: Shayne Hayne, Jared Maxwell |

### Grand Final
| 4. Oktober 2009 17:00 | Melbourne Storm | 23 : 16        | Parramatta Eels                                                                   | ANZ Stadium, Sydney Zuschauer: 82.538 Schiedsrichter: Tony Archer, Shayne Hayne |
| 4. Oktober 2009 17:00 | Versuche: Hoffman 5. erh. Blair 24. n.erh. Inglis 49. erh. Slater 55. erh. Erhöhungen: Smith (3/4) Dropgoals: Inglis (1/1) 77. | (10:0) Bericht | Versuche: Grothe 45. erh. Reddy 70. erh. Moimoi 72. n.erh. Erhöhungen: Burt (2/3) | ANZ Stadium, Sydney Zuschauer: 82.538 Schiedsrichter: Tony Archer, Shayne Hayne |

| 1                  | Billy Slater     |
| 2                  | Steve Turner     |
| 3                  | Will Chambers    |
| 4                  | Greg Inglis      |
| 5                  | Dane Nielsen     |
| 6                  | Brett Finch      |
| 7                  | Cooper Cronk     |
| 8                  | Aiden Tolman     |
| 9                  | Cameron Smith    |
| 10                 | Brett White      |
| 11                 | Adam Blair       |
| 12                 | Ryan Hoffman     |
| 13                 | Dallas Johnson   |
| Auswechselspieler: |                  |
| 14                 | Ryan Hinchcliffe |
| 15                 | Jeff Lima        |
| 16                 | Ryan Tandy       |
| 17                 | Scott Anderson   |

| 1                  | Jarryd Hayne     |
| 2                  | Luke Burt        |
| 3                  | Krisnan Inu      |
| 4                  | Joel Reddy       |
| 5                  | Eric Grothe      |
| 6                  | Daniel Mortimer  |
| 7                  | Jeff Robson      |
| 8                  | Nathan Cayless   |
| 9                  | Matthew Keating  |
| 10                 | Fuifui Moimoi    |
| 11                 | Nathan Hindmarsh |
| 12                 | Ben Smith        |
| 13                 | Todd Lowrie      |
| Auswechselspieler: |                  |
| 14                 | Kevin Kingston   |
| 15                 | Feleti Mateo     |
| 16                 | Joe Galuvao      |
| 17                 | Tim Mannah       |

## Statistik
Meiste erzielte Versuche
|    | Name           | Versuche | Verein                        |
| -- | -------------- | -------- | ----------------------------- |
| 1. | Brett Morris   | 22       | St. George Illawarra Dragons  |
| 2. | Taniela Tuiaki | 21       | Wests Tigers                  |
| 3. | Josh Morris    | 20       | Canterbury-Bankstown Bulldogs |
| 4. | Nathan Merritt | 19       | South Sydney Rabbitohs        |
| 4. | Bryson Goodwin | 19       | Canterbury-Bankstown Bulldogs |

Meiste erzielte Punkte
|    | Name               | Punkte | Verein                        |
| -- | ------------------ | ------ | ----------------------------- |
| 1. | Hazem El Masri     | 234    | Canterbury-Bankstown Bulldogs |
| 2. | Jamie Soward       | 228    | St. George Illawarra Dragons  |
| 3. | Johnathan Thurston | 202    | North Queensland Cowboys      |
| 4. | Luke Burt          | 180    | Parramatta Eels               |
| 5. | Scott Prince       | 172    | Gold Coast Titans             |